# Trauler

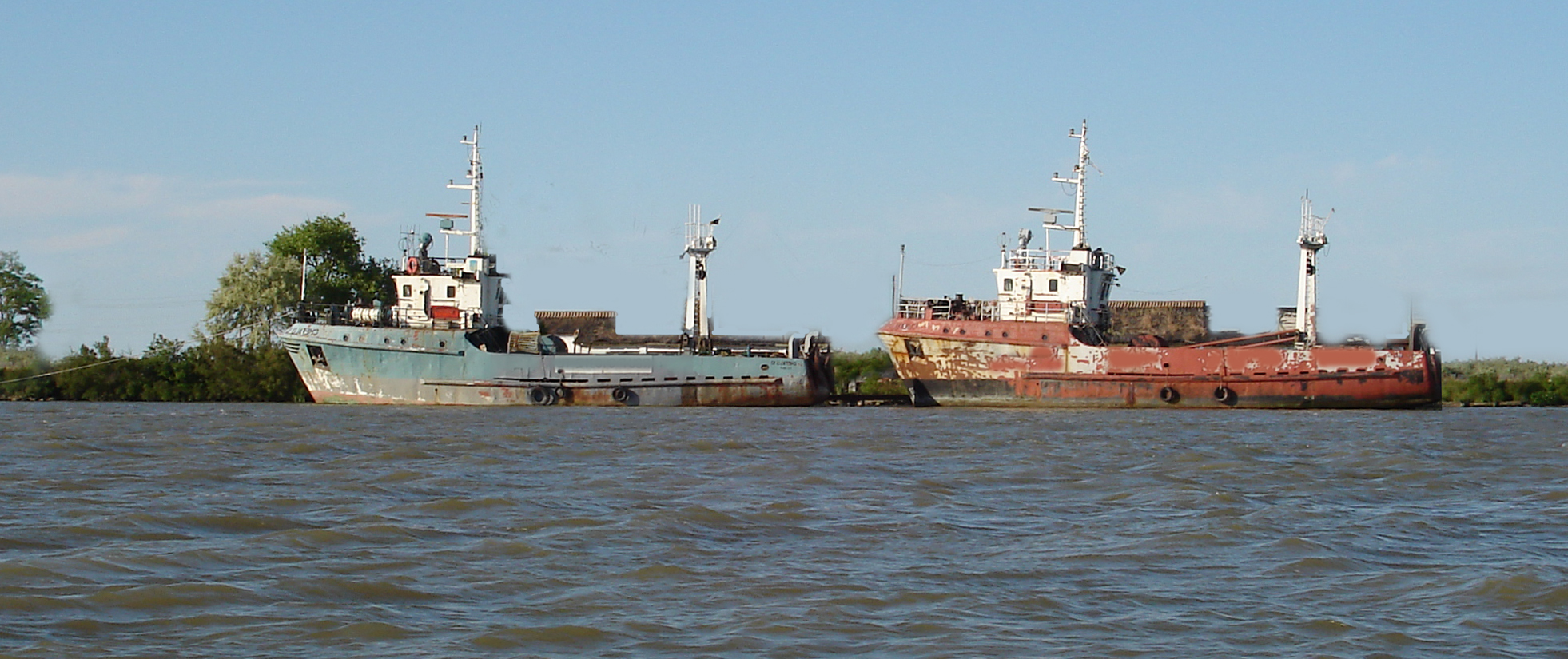
Traulere din fosta flotă românească de pescuit oceanic

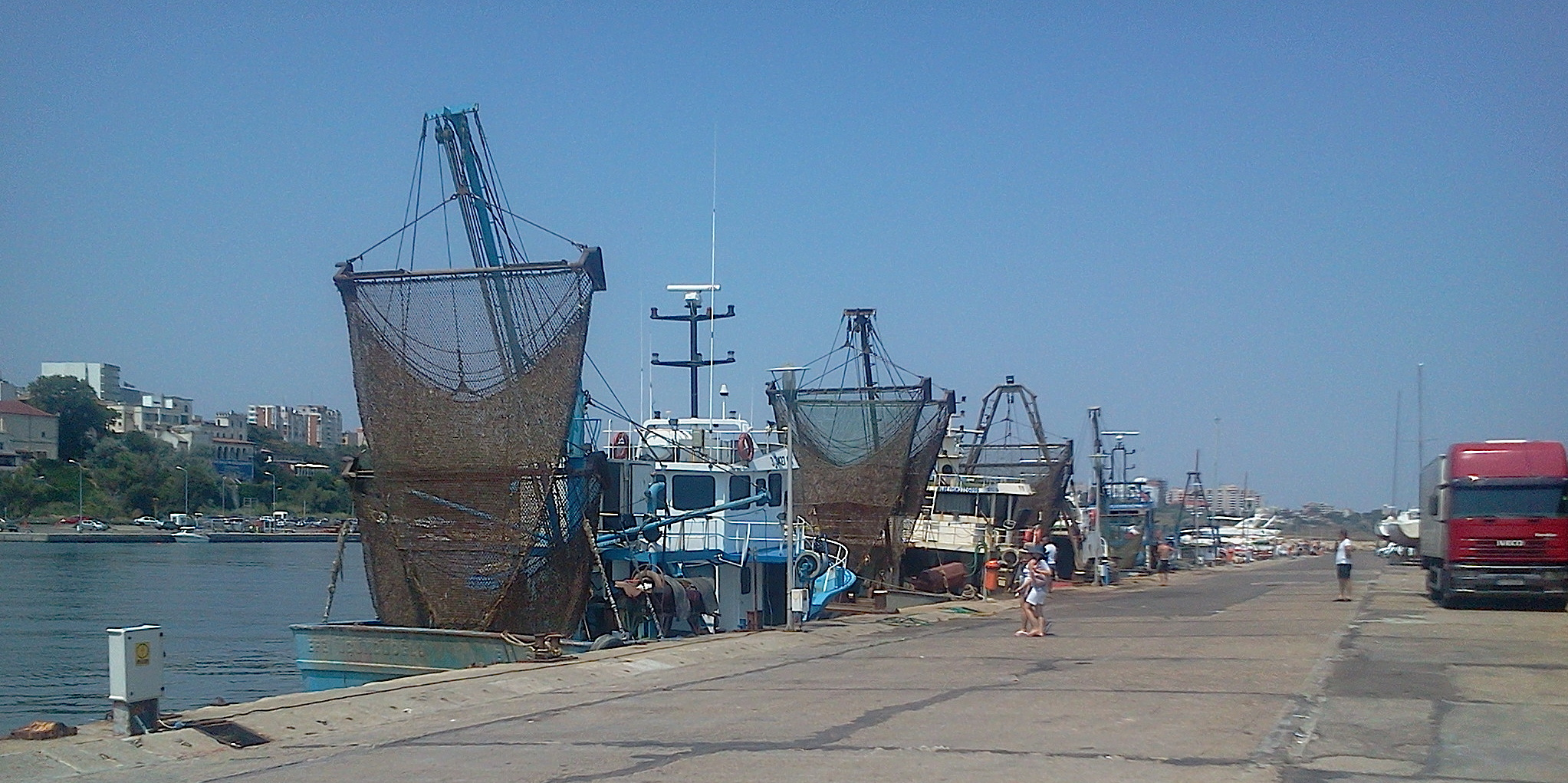
Traulere de pescuit rapane (melci de mare) în Portul Tomis (Constanța)

Un vas de pescuit de tip trauler

Un trauler este un vas de pescuit modificat pentru a pescui cu traule, o metodă prin care un năvod este remorcat prin apă la diverse adâncimi de către unul sau mai multe traulere. Există multe metode de a pescui cu traulere în funcție de tradiții locale, condițiile fundului mării, puterea vaselor. 
Puterea unui trauler poate varia între 30 CP și 10000 CP, iar cele mai cunoscute tipuri de trauler sunt cele de fund, pelagice sau dedicate pescuitului de creveți.
Traulerele au un deplasament mic de 1000-2000 tdw, etrava evazată și pupa dreaptă, prevăzută cu un slip care permite lansarea și virarea traulului.

Traulerele sunt dotate cu instalații de detecție a bancurilor de pește, de mecanizare a  pescuitului și cu instalații frigorifice pentru depozitarea, transportarea și unele cu instalații de prelucrare a peștelui.
Instalațiile de lansare și virare a traulului sunt montate la pupa pentru accelerarea operațiunilor și  simplificarea manevrelor navei în raport cu direcția vântului.
Traulerele sunt propulsate de obicei cu elice cu pas variabil, pentru stabilitate și obținerea unei viteze continue fără variații mari.
În România primele nave trauler au fost Constanța și Galați construite în Japonia în anul 1964, de atunci flota românească de pescuit oceanic s-a dezvoltat continuu, astfel că până la Revoluția din 1989, existau 32 de nave trauler și 11 nave frigorifice colectoare de tip „Polar” (I-XI). 

Printre acestea era și primul supertrauler românesc, Parâng de 5200 tdw, construită în anul 1982 la șantierul naval Brăila. Nava Parâng are următoarele caracteristici: lungime 102 m, lățime 15 m, viteza 17 Nd. Pe navă sunt instalate o fabrică de făină și ulei de pește, precum și o centrală frigorifică.

## Etimologie

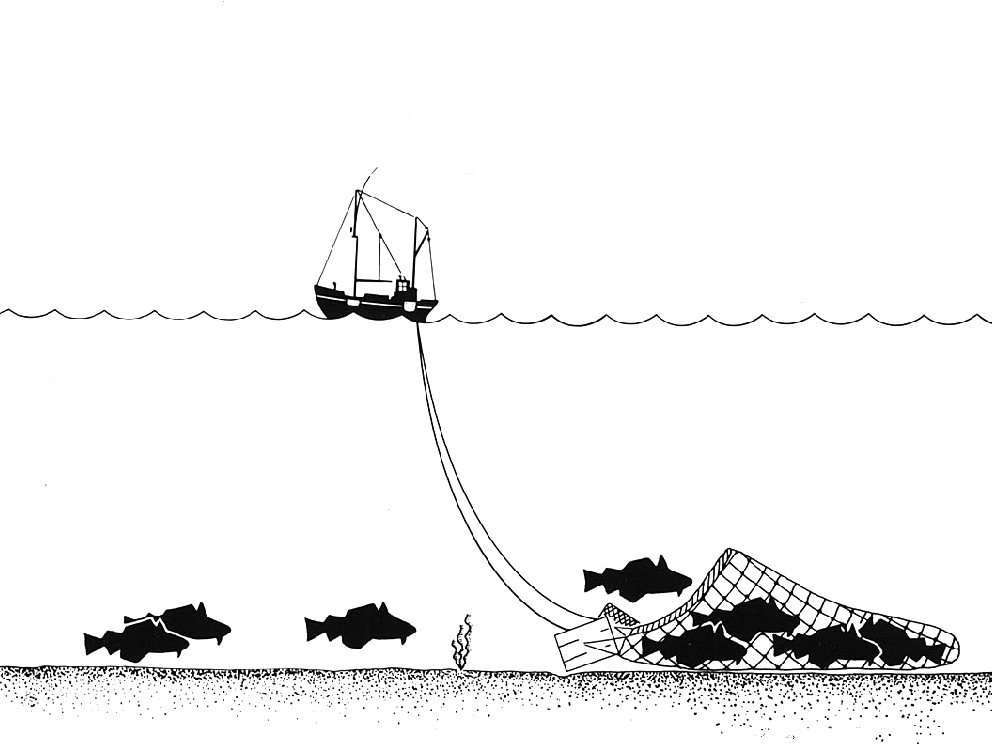
Schema funcționării unui trauler

Cuvântul provine din limba engleza trawl însemnând năvod sau plasă de mare dimensiune.

## Tipuri de traulere

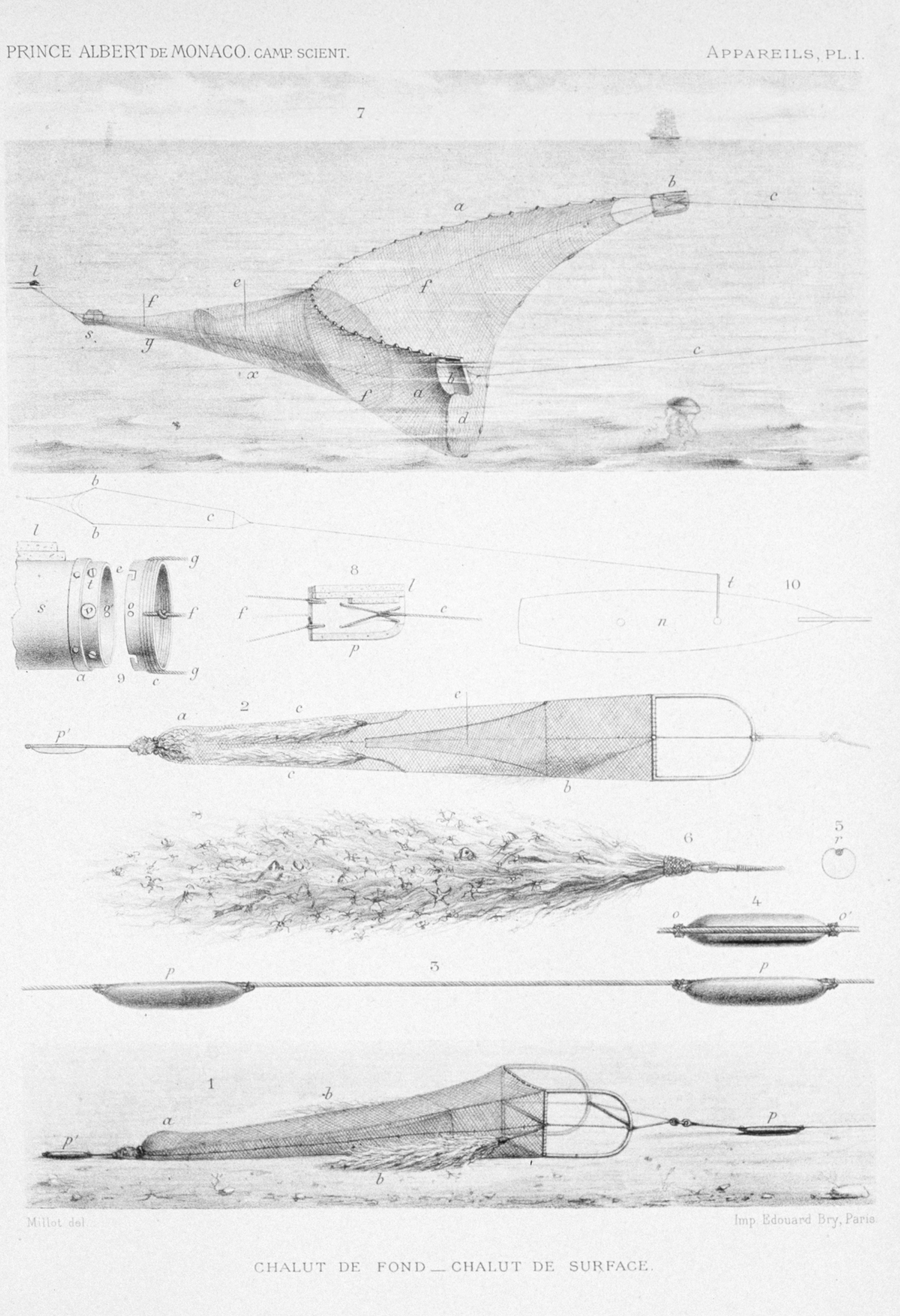
Vechi tipuri de plase folosite de traulere

Activitatea traulerelor poate fi împărțită dupa adâncimea la care plasele sunt trase în coloana de apa. Dragarea fundului apei are loc în zona bentica sau demerasala, iar cea din mijlocul coloanei de apei este dragare pelagica. 
Traulerele pot fi clasificate după arhitectura navală, după tipul de pește (sau animal) pe care îl prind, după metoda de pescuit sau în funcție de criterii geografice. Clasificarea de mai jos aparține FAO (Organizația Națiunilor Unite pentru Agricultura și Alimentație) și organizează traulerele după tipul de echipament pe care îl folosesc .

### Traulere cu extensii

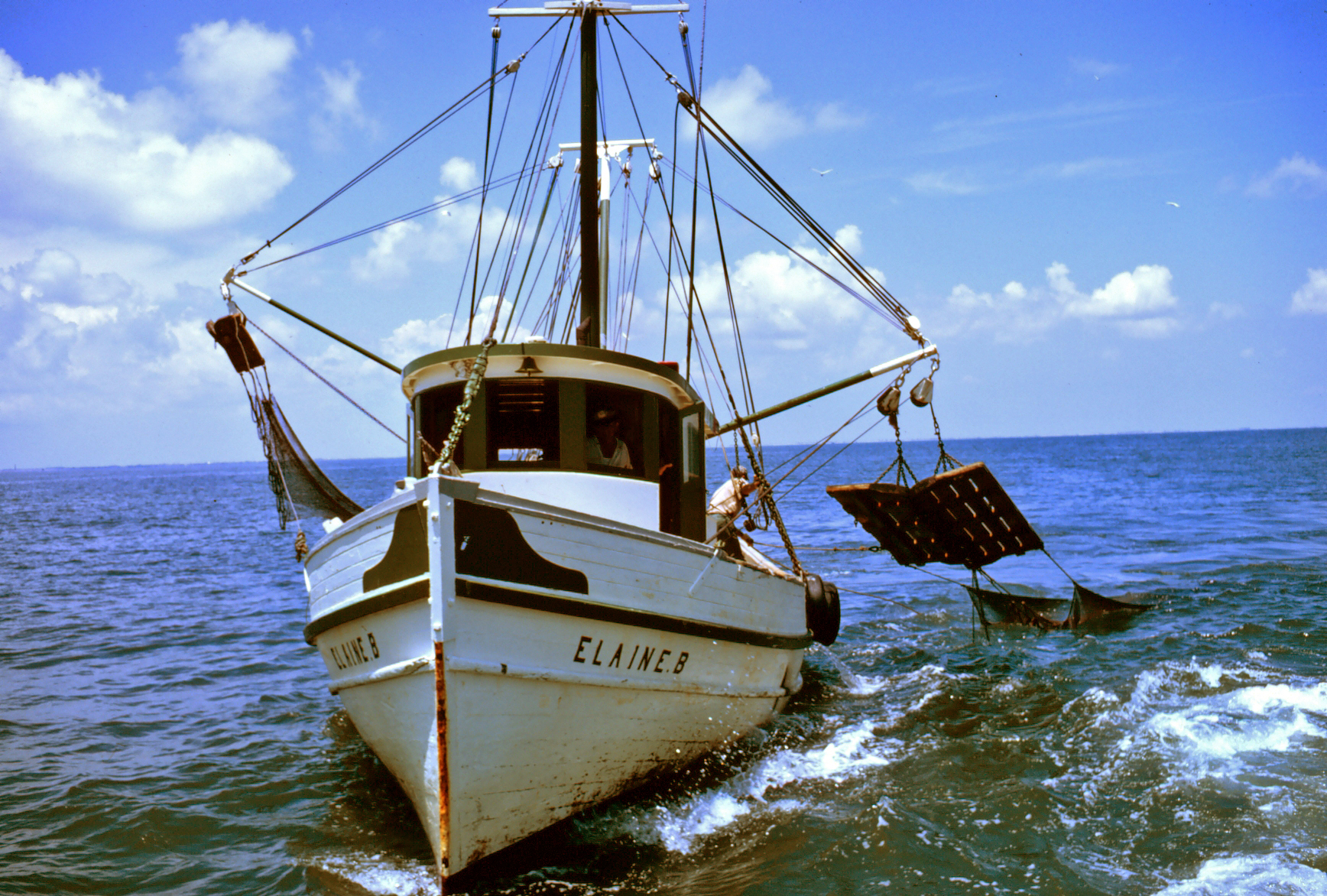
Acest mic trauler folosește extensii laterale pentru plase

Acestea sunt traulere care folosesc extensii, schele metalice care ies în lateralul vasului, pentru a trage plasele. Sunt cel mai adesea folosite în pescuitul creveților. 

### Trauler cu bară

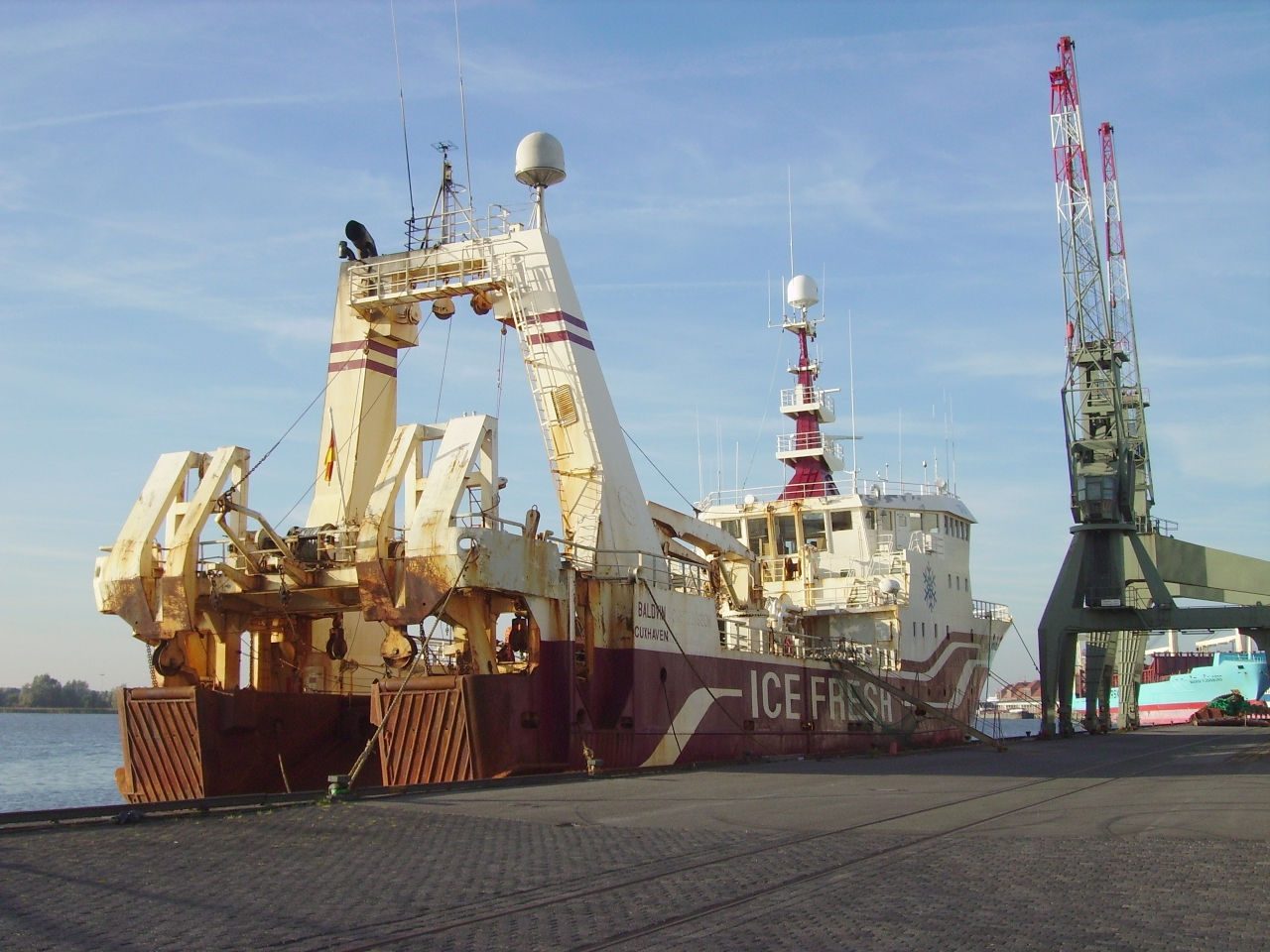

Se folosesc în marea Nordului. 

### Traulere cu panouri
Traulerele cu panouri laterale paralele care sunt ținute deschise orizontal. Sunt cele mai mari traulere. 

### Traulere pereche
Traulerele pot să tragă o plasă în comun, cu 2 sau mai multe vase care păstrează distanța între ele.

### Traulere laterale
Traulele laterale remorchează plasa conectată în lateralul vasului,  la un capăt la prora vasului și la celălalt spre pupa. Era cel mai obișnuit tip de trauler în Atlanticul de Nord până spre sfârșitul anilor 1960. 

### Traulere de pupa

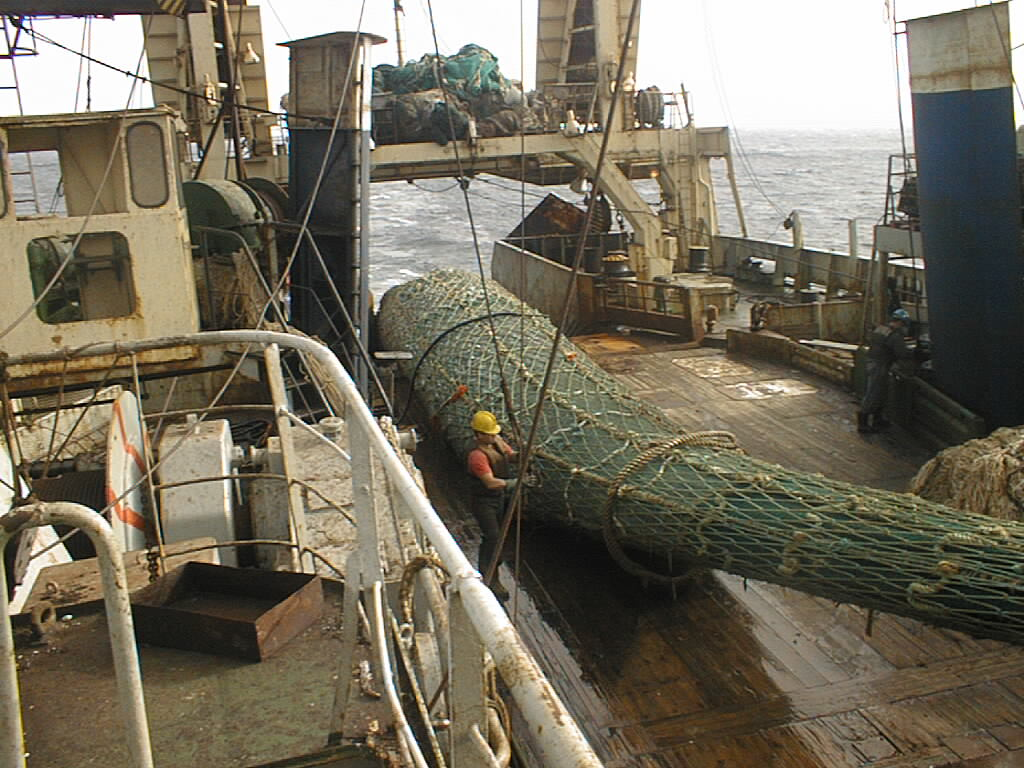
Trauler de pupa

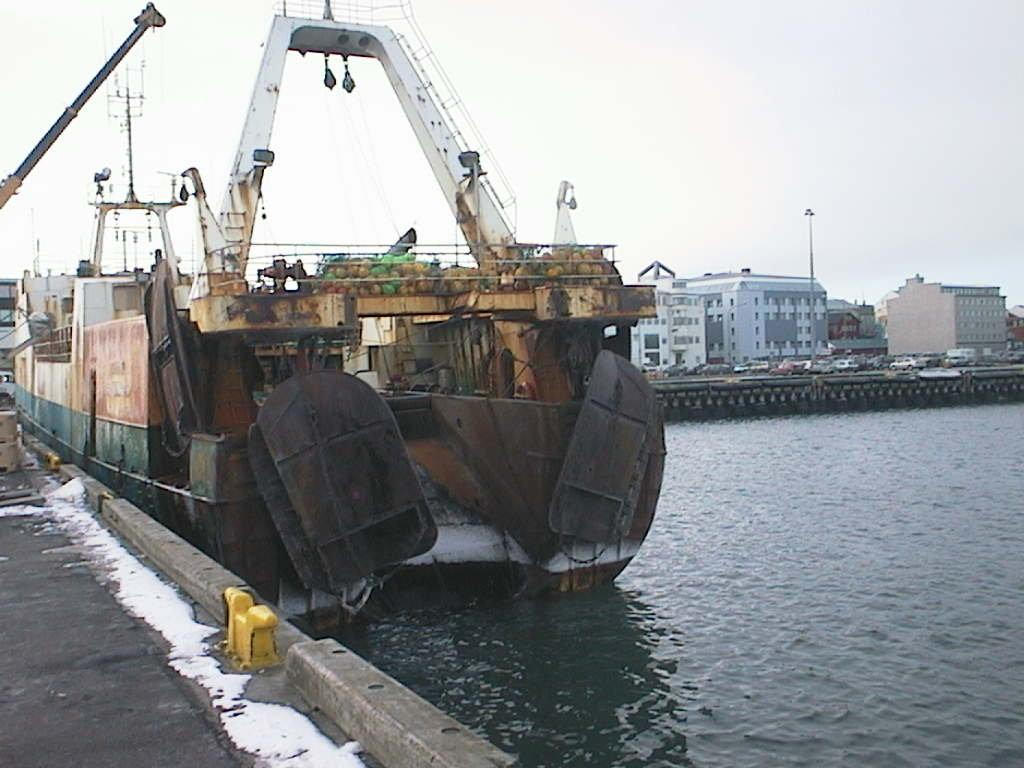
Un trauler islandez de pupa cu rampă

Sunt traulere care eliberează și retrag plasele pe la pupa. Cele mai mari au de obicei o rampă. Pot opera în orice condiții atmosferice, singure sau în pereche. 

### Traulere de refrigerare
Majoritatea traulelor care își desfășoară activitatea în largul mării au instalații de congelare, fiind altfel similar cu traulerele de pupa sau laterale. Drawing (FAO) Arhivat în 3 martie 2016, la Wayback Machine.

### Traulere umede
Acestea păstrează peștele proaspăt în condiții umede, în rezervoare cu apă sau cutii cu gheață și operează în zone adiacente locurile de descărcare. 

### Traulere militare

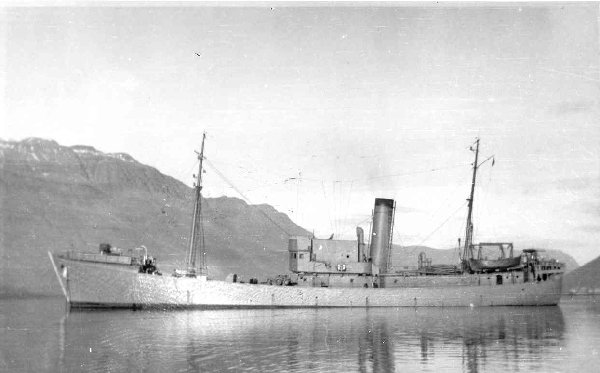
Traulerul militar Honningsvåg

În timpul ambelor războaie mondiale, unele țări au transformat traulere din flota de pescuit în nave militare sau au construit direct nave militare păstrând designul traulerelor. În mod tipic erau înarmate cu un mic tun naval și câteodată cu mine de adâncime, și erau folosite pentru patrulare, escortă pentru alte vase comerciale sau pentru curățarea de mine.

## Procesare
În general procesarea peștelui prins are loc pe punte sau sub punte, dar anumite traulere stochează peștele fără a-l procesa în rezervoare cu apă refrigerata, iar altele îl congelează. Anumite traulere pot folosi pompe pentru a transfera peștele la bord. În cazul în care pescuitul cu traulere se face în largul mărilor și oceanelor în afara apelor teritoriale la distanțe foarte mari de bazele navelor respective, peștele este colectat de nave frigorifice colectoare specializate.

## Selectivitate
Chiar de la începuturile folosirii traulelor (în jurul secolului XV) s-a ridicat problema selectivității acestora. Pescuitul cu traulul nu este selectiv, adunând atât pești doriți și vandabili cât și specii nedorite, ilegale ca specie sau mărime. Diferite specii sunt omorâte neintenționat prin folosirea traulelor, precum țestoase marine, delfini, rechini, precum și pești prea tineri pentru a fi folosiți. Multe studii au documentat practici prin care capturile adiționale nedorite sunt aruncate în mare, deși acest lucru este ilegal în anumite țări precum Norvegia, unde chiar și capturile ilegale trebuie declarate. Există plase care permit selecționarea dimensiunilor prin utilizarea unor ferestre care expulzează peștele care nu se încadrează în dimensiunile dorite. Studiile arata ca pescuitul creveților este responsabil pentru cea mai mare rată de captura adițională.

## Specii

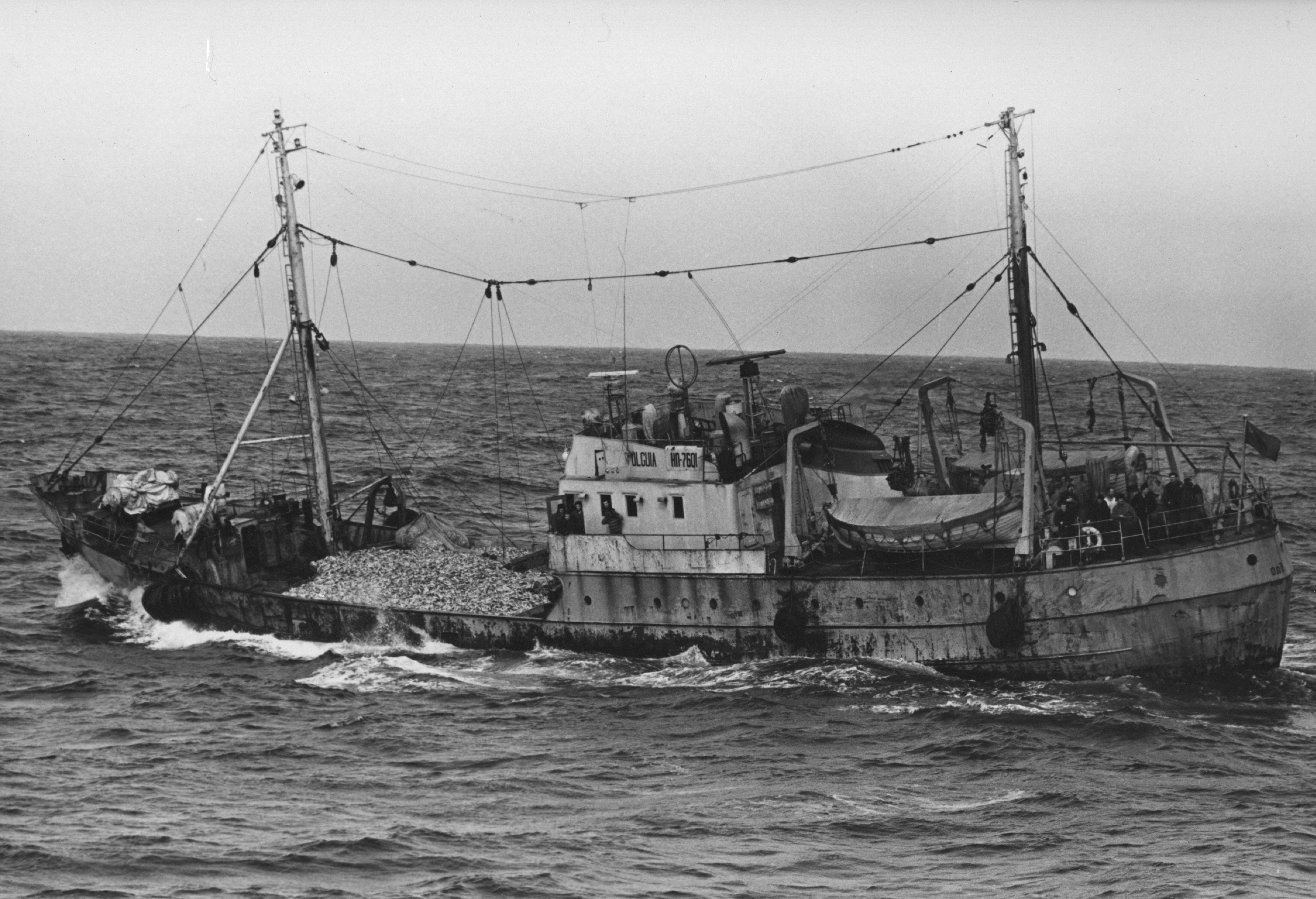
Trauler sovietic

Diverse specii sunt prinse ca urmare a activității traulelor, atât în mod intenționat cât și ca efect secundar: anșoa, creveți, ton, scrumbie, pești plați, cod, caracatiță.

## Daune ale mediului marin

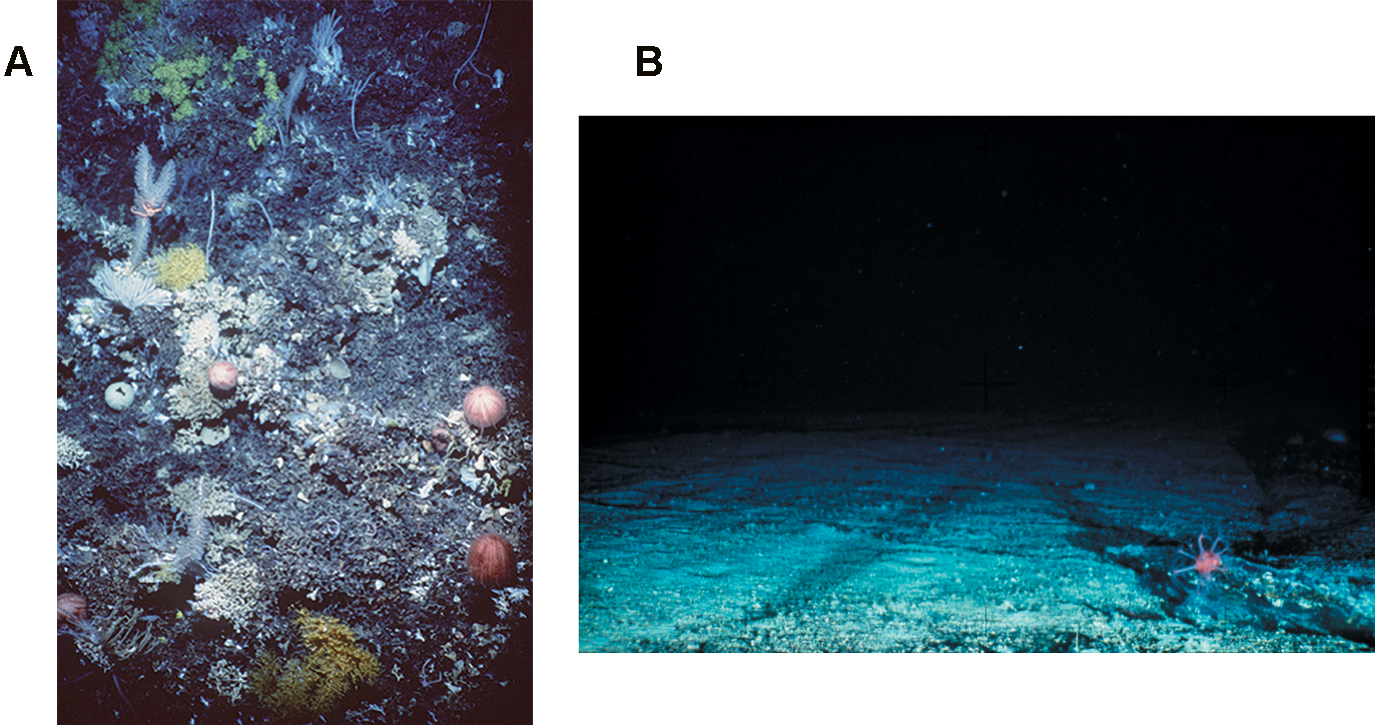
rezultate ale activității traulelor

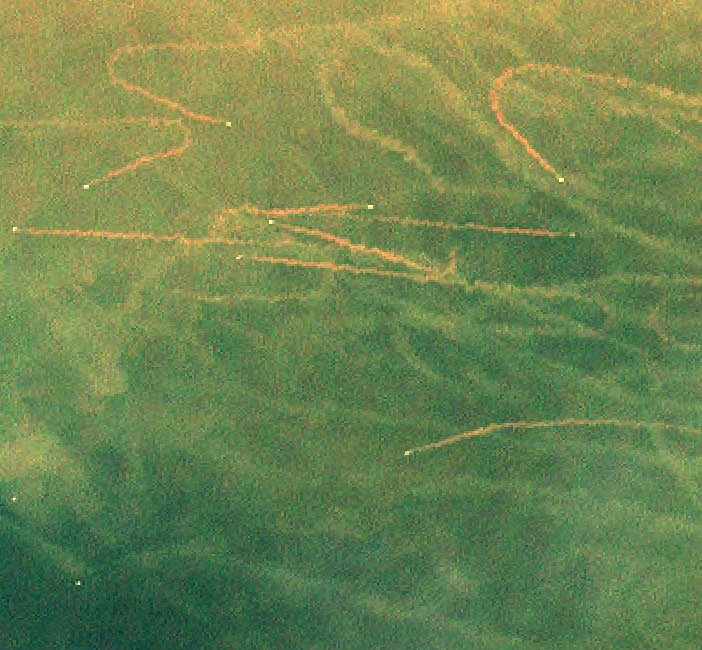
Urme ale traulerelor văzute din satelit

Traulerele sunt foarte productive, dar și potențial destructive pentru biologia marină. 
Activitatea traulelor este controversată datorită impactului pe care îl are asupra mediului. Dragarea plaselor cu greutăți pe fundul mării distruge coralii și algele, alterând habitatul, reducând diversitatea de specii, promovând speciile cu comportament oportunist. Tipul de distrugere este comparat cu defrișarea completă în cazul pădurilor. Principala sursă o reprezintă poarta plasei care poate cântări mai multe tone, care rămâne în contact cu fundul apei. 
Traulerele de fund agită sedimentele care rămân suspendate în coloana de apă. Un singur trauler poate polua într-o oră de 10 ori mai mult (ca sedimente) decât toate operațiunile de dragaj industrial din sudul Californiei combinate. Prin agitarea sedimentelor, elemente poluante persistente (fosfor) prezente în mâl intră în lanțul alimentar. Resuspendarea nutrienților solizi poate mări o cerere de oxigen în coloana de apă, rezultând în ape cu deficit de oxigen. Alt efect secundar este crearea de explozii algale dăunătoare prin introducerea de sedimente în coloana de apă.
Activitatea traulelor afectează direct coralii prin rupere sau îngropare în sedimente. 
Traulerele pelagice, de la mijlocul coloanei de apă, afectează mai puțin decât cele de fund, dar există problemă capturii accidentale a unor specii protejate sau a unor exemplare juvenile.
Secretarul general al UN a raportat în 2006 că 95 % din daunele produse ecosistemului fundului oceanelor este produs prin dragarea traulelor.

### Restricții
Anumite țări regulează activitatea traulelor în apele lor teritoriale:  Arhivat în 4 februarie 2012, la Wayback Machine.
• Statele Unite au interzis activitatea traulelor de fund pe aproape toată coasta Pacificului și a restricționat și restul de coaste. Arhivat în 6 septembrie 2013, la Wayback Machine.